# Kerka
Kerka är ett vattendrag i Slovenien och Ungern.   I Ungern rinner det genom provinserna Zala och Vas, i den västra delen av landet, 220 km sydväst om huvudstaden Budapest.

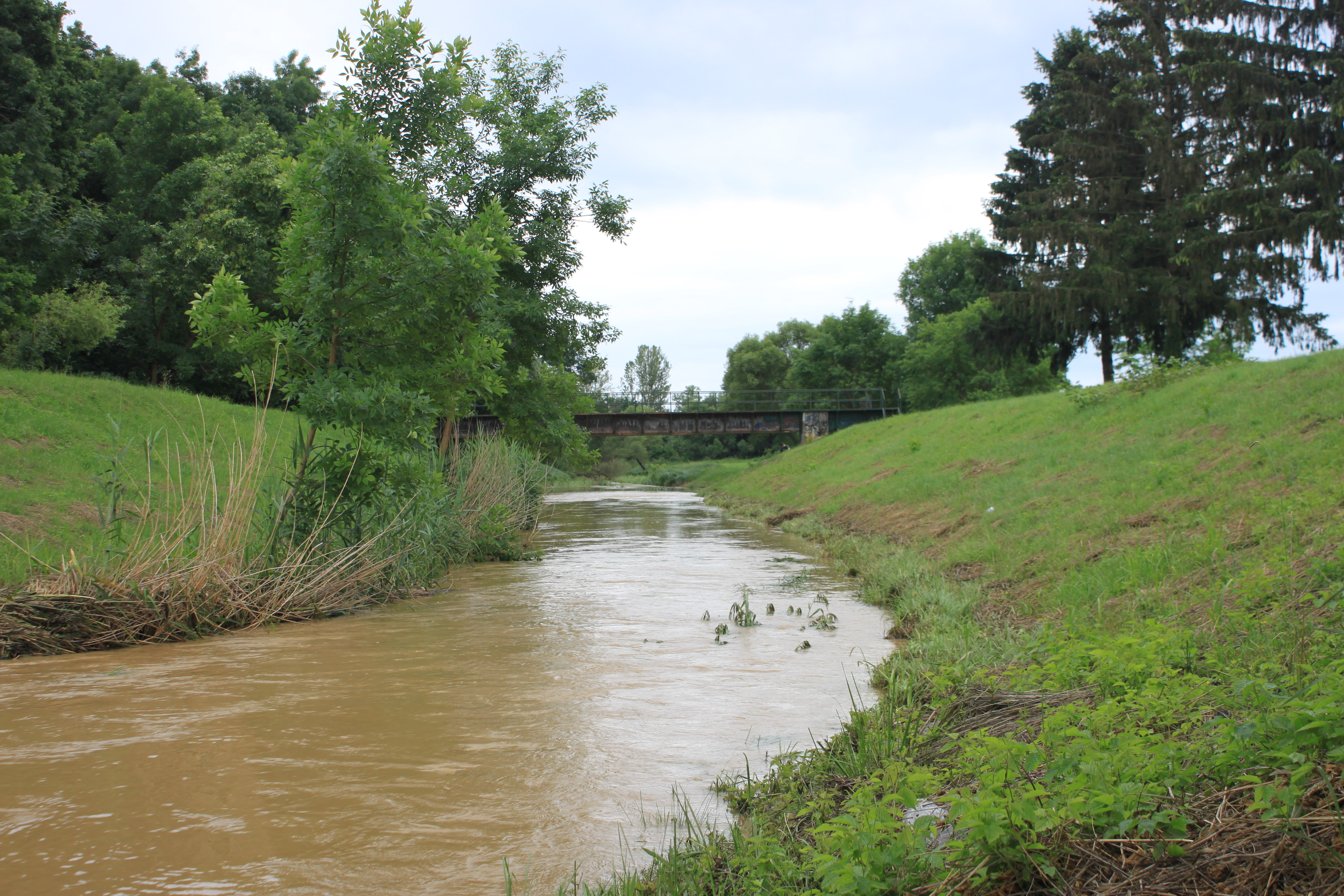
Kerka med lätt högvatten vid Lenti, nedströms söderut.

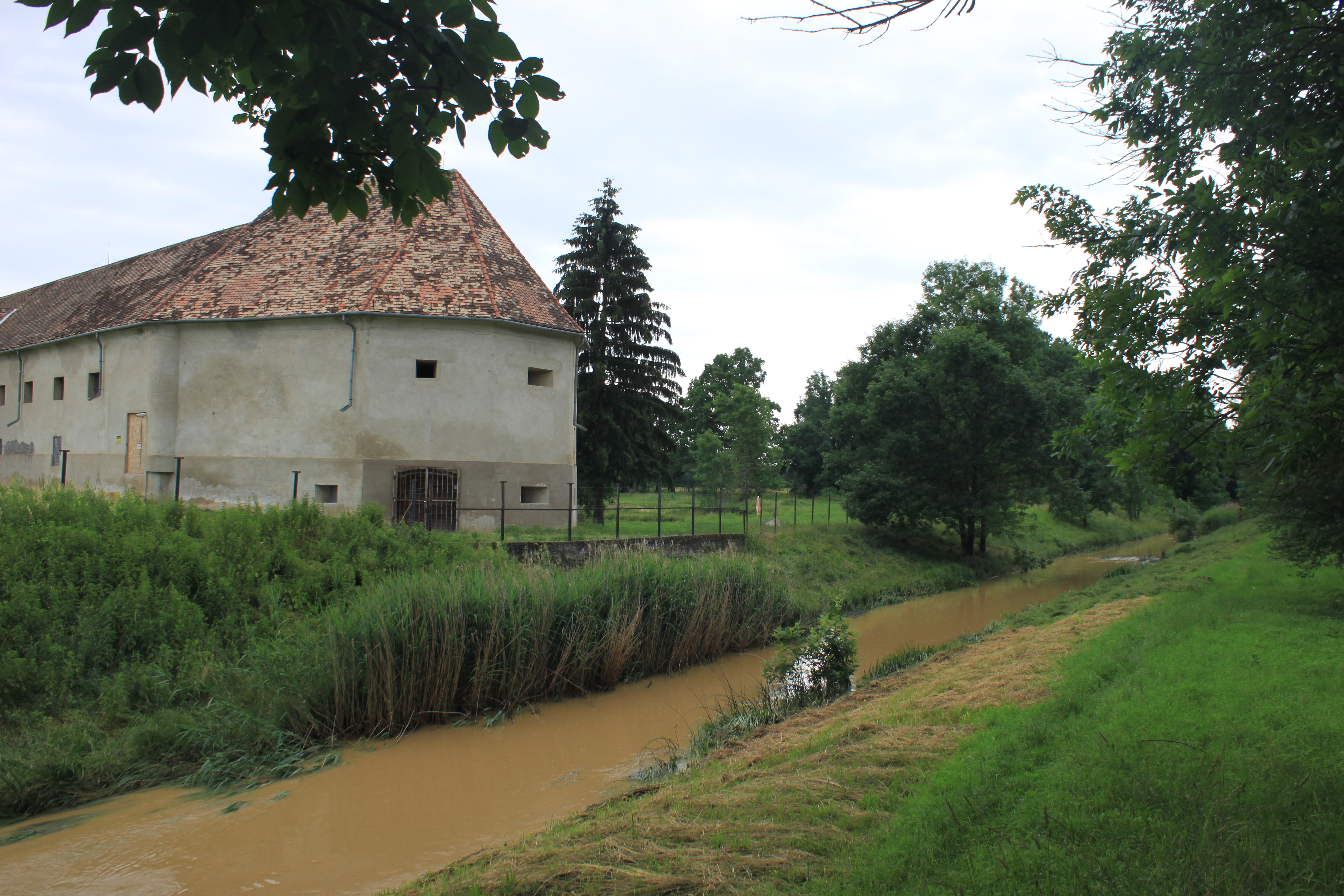
Floden Kerka vid borgen Lenti (även Kerka) i byn Lenti i provinsen Zala, uppströms, blickande norrut.